# 플라비우스 발레리우스 세베루스
플라비우스 발레리우스 세베루스 아우구스투스(라틴어: Flavius Valerius Severus Augustus, 생년 미상 ~ 307년 9월)는 로마 제국의 황제이다. 306년부터 307년까지 로마 제국의 부제로서 제국의 서부 지방을 통치하였으며 후에 막센티우스가 반란을 일으키자 로마를 버리고 라벤나로 도주했다. 이후 라벤나에서 잡혀 처형당하거나 살해당한 것으로 전해진다.

## 군생활
세베루스는 3세기 중반에 일리리아 북부 지방에서 미천한 집안 출신으로 태어났다. 이후 군대에 입대하여 요직들을 거친 후 장교로 승진하였고, 군생활 도중 만난 갈레리우스의 신임을 얻어 305년 5월 1일에 서로마 제국의 부제로 임명된다.

## 황제
당시 제국 서부의 정제였던 콘스탄티우스 클로루스가 영국에서 306년 여름에 사망하자, 제국 동방의 정제였던 갈레리우스는 발레리우스 세베루스를 새로운 서방의 정제로 임명한다. 이후 콘스탄티우스의 병사들에 의해 콘스탄티누스가 새로운 서방의 부제로 추대되어 두 명의 황제가 제국의 서방을 동시에 다스리게 되었다.
한편 전임 황제였던 막시미아누스의 아들이었던 막센티우스가 자신이 제위에 오르지 못한 것에 불만을 품고 로마에서 반란을 일으킨다. 갈레리우스는 세베루스를 보내 이 반란을 진압하게 했고, 세베루스는 이 명을 따르기 위해 한때 막시미아누스가 이끌던 군대를 이끌고 자신의 수도였던 메디올라움에서 나와 로마로 향한다. 막센티우스는 로마로 진격해오는 세베루스의 대군에 위협을 느꼈고, 이를 막기 위해 자신의 아버지인 막시미아누스와 공동으로 이를 방어해 낼 것을 제안한다. 막시미아누스는 이를 받아들였고, 로마에 도착한 세베루스의 군대는 자신의 옛 주인이었던 막시미아누스를 위해 세베루스를 배신했다. 이후 세베루스는 천연의 요새였던 라벤나로 도망치고, 막시미아누스는 307년에 그가 평화롭게 항복한다면 예를 갖추어 대우해 줄 것을 약속하였다. 세베루스는 이 말을 믿고 항복했으나, 그는 제대로 된 대우를 받지 못하고 포로로 잡힌 채 감옥에 갇히게 된다. 당시 갈레리우스도 세베루스를 도와 막센티우스와 막시미아누스 부자를 치기 위해 이탈리아로 쳐들어왔으나, 그도 패배하고 물러나게 되며 세베루스의 목숨을 지켜줄 희망은 사라지게 된다. 세베루스는 이후 막센티우스에게 307년 9월에 사형을 당했거나, 자살을 강요받아 사망했다.